# Robin Trygg
Robin Trygg, född 28 september 1986, är en svensk äventyrare och föreläsare. Fredagen 13 maj 2011, som 24-åring, besteg han Mount Everests topp som den då yngste svensken i historien.[källa behövs]
Trygg har bestigit ett antal berg världen över. 2015 gjordes ett försök att klättra Cho Oyu och Mount Everest efter varandra, en expedition som fick avbrytas på grund av jordbävning.[källa behövs]
Våren 2016 gjordes ett nytt försök som blev lyckat och bidrog till att Trygg blev först i Sverige med att ha bestigit Mount Everest från både Nepal i söder och Tibet/Kina i norr. Samtidigt blev han först i Sverige med att klättra världens sjätte högsta berg Cho Oyu och Mount Everest efter varandra under en och samma expedition. Detta skildras även i filmen "Bortom Tingri" som distribueras tillsammans med SF Studios. Filmen hade biopremiär i Sverige 10 Juni 2022.
Han var även producent till dokumentärfilmen som gjordes om hans expedition till Everest och som senare sändes i TV4-Gruppen.[källa behövs]
Våren 2016 blev Robin Trygg utsedd till Årets äventyrare i Sverige.
Trygg startade under 2022 ett eget klädvarumärke under namnet "Trygg Traceable".[källa behövs]